# Лямпа (приток Лобвы)
Лямпа — река в России, протекает в Новолялинском городском округе Свердловской области. Длина Лямпы составляет 13 км. Её устье находится по левому берегу реки Лобвы в 28 км от устья последней, в черте посёлка Лобва. Высота устья Лямпы над уровнем моря 82 метра.
Левый приток Лямпы — река Кучина.

## Хозяйственное значение
На северной окраине посёлка Лобва устроен Лямпинский пруд (59°11′32″ с. ш. 60°30′19″ в. д.). Впервые плотина сооружена в 1965 году, но неоднократно разрушалась половодьями. Пруд используется в рекреационных целях. Современная плотина обеспечивает объём пруда 0,47 млн м³ при наполнении до нормального подпорного уровня (102,3 м). Собственником и эксплуатантом гидротехнических сооружений является Управление Лобвинской территории Администрации Новолялинского городского округа.

## Происхождение названия
«Лямпа» в языке коми означает лыжи. Предположительно, название реки связано с передвижением по ней на лыжах зимой. Эта версия подтверждается тем, что одноимённая река Лямпа (приток Ваграна) имеет мансийское название Тоут-я — «Лыжная река».

## Данные водного реестра
По данным государственного водного реестра России, Лямпа относится к Иртышскому бассейновому округу, входит в речной бассейн Иртыша, подбассейн Тобола, водохозяйственный участок — Тавда от истока до устья без реки Сосьва от истока до в/п деревни Морозково.